# Plume la poule
Pour plus de détails, voir Fiche technique et Distribution.
Plume la poule est un film français réalisé par Walter Kapps sorti en 1947.

## Synopsis
Un groupe d'étudiants parisiens participe aux moissons à Plume-la-Poule, un petit village de Gascogne. L'un d'eux, Pierre, un étudiant en médecine tombé amoureux de Jacqueline en oublie de rentrer à Paris, où il était attendu pour un mariage arrangé avec Térésina. Sous la pression de la famille de la future, le père de Pierre décide de faire le voyage à Plume-la-Poule pour ramener illico son fils, non sans révéler à Jacqueline qu'il est fiancé. Celle-ci évite dès lors Pierre. Mais le père succombe aux charmes de Plume-la-Poule et d'Aurore. Il rapproche dès lors les amoureux et fait une double proposition de mariage à Jacqueline pour son fils et à Aurore pour lui-même. Éconduit, il veut de nouveau rapatrier son fils. Celui-ci refuse et ouvre son cabinet au village...

## Fiche technique
- Réalisation : Walter Kapps
- Scénario et dialogues : Gaston Rullier et H. Couarraze
- Assistant réalisateur : Joë Hamman
- Directeur de la photographie : René Colas
- Musique du film : Marcel Kapps
- Chansons : Noël Roux
- Pays :  France
- Format : Noir et blanc - Son mono
- Durée : 92 minutes
- Genre : Comédie
- Date de sortie : France : 28 mai 1947
- Affiche : Georges Dastor (France)

## Distribution
- Geneviève Guitry : Jacqueline Lavagnac
- Georges Grey : Pierre Le Haillan
- Pierre Stephen : Gabriel Mondoux
- Jeanne Fusier-Gir : la mère de Térésina
- Paulette Dubost : Victorine
- Geno Ferny
- Gabrielle Fontan : la vieille nounou
- Eugène Frouhins
- Sylvie Gance : Aurore Lavagnac, mère de Jacqueline (créditée comme Marjolaine)
- Henri Génès : Robert Lavagnac, frère de Jacqueline
- Jean-Pierre Méry
- Gaston Rullier : le père de Pierre
- Sinoël : le garde-champêtre

## Autour du film
Le film a été tourné en Corrèze : environs de Brive, Lubersac et Ségur-le-Château.
Si le film, qui s'inscrit dans la joie de vivre retrouvée à la Libération, est cocasse, voir déjanté, son titre doit peu à l'imagination. Plume-la-Poule est un quartier de Talence, dans le grand Bordeaux. Depuis le Moyen Âge et jusqu'en 1927, année où on décida de sa suppression, il fallait payer aux barrières de la ville l'octroi pour les marchandises entrant dans Bordeaux. Or l'octroi était plus élevé pour une volaille vivante que morte. Les volaillers avaient pris l'habitude de s'arrêter un peu avant les barrières pour tuer et plumer leurs bêtes : notamment dans ce quartier qui prit le nom de Plume-la-Poule. Il abritait d'ailleurs l'auberge Plume-la-Poule, construite au milieu du XIXe siècle, et dont le bâtiment existe toujours, au 2 rue Pacaris. La chanson traditionnelle en gascon bordelais Plume-la-Poule célèbre l'auberge.
Certains personnages portent de plus des noms provenant de la toponymie occitane : Lavagnac (Hérault), Le Haillan... (Gironde)
Ces références sont sans doute dues au co-scénariste (et acteur) Gaston Rullier, libournais et surnommé « le petit Pagnol de la Gironde ».